# Dazonghu
Dazonghu (kinesiska: 大纵湖, 大纵湖镇) är en köping i Kina. Den ligger i provinsen Jiangsu, i den östra delen av landet, omkring 160 kilometer nordost om provinshuvudstaden Nanjing. Antalet invånare är 21736. Befolkningen består av 10 701 kvinnor och 11 035 män. Barn under 15 år utgör 12,0 %, vuxna 15-64 år 71 %, och äldre över 65 år 16,0 %. Dazonghu ligger vid sjön Dazong Hu.
Genomsnittlig årsnederbörd är 1 041 millimeter. Den regnigaste månaden är juli, med i genomsnitt 248 mm nederbörd, och den torraste är januari, med 19 mm nederbörd.